# Durrës
Durrës o Dirraquio (en italiano Durazzo, en griego Epidamnos y en latín Dyrrhachium) es una ciudad costera de Albania con una población de 114 000 habitantes (en 2003). De fundación griega, es considerada la ciudad más antigua de este país y es, tras la capital Tirana, la segunda con mayor población e importancia económica. Durrës es la capital del distrito de Durrës y del condado de Durrës, además de sede de la Universidad Aleksander Moisiu, la universidad pública albanesa de creación más reciente.

## Ubicación
Situada en el centro del litoral albanés, a unos 33 km al oeste de Tirana, mira a uno de los puntos más estrechos del mar Adriático, hacia los puertos italianos de Brindisi y Bari. Sus coordenadas son 41°19′N 19°27′E.

## Historia
A lo largo de su historia de más de 2600 años, la ciudad de Durrës ha pasado por numerosas manos antes de convertirse, ya en el siglo XX, en un símbolo para el nacionalismo albanés y en la segunda ciudad del país.

### Antigüedad
Fue fundada por colonos griegos de Córcira en el año 627 a. C., con el nombre de Epidamno. Su posición geográfica era muy ventajosa, por estar situada en un puerto natural rocoso y rodeada de atalayas por la parte de tierra, lo que dificultaba cualquier ataque desde el continente o por mar. Una guerra civil producida entre oligarcas y demócratas en el 435 a. C. se convertiría en uno de los desencadenantes de la guerra del Peloponeso. En el año 312 a. C., Epidamnos fue sitiada por Glaucias, rey de Iliria. En 229 a. C. pasó al dominio de la República romana. Los romanos la rebautizarían como Dirraquio.

### Alta Edad Media
La ciudad fue sitiada por los ostrogodos en 481 y, con la caída del Imperio romano, pasó a depender del Imperio bizantino. 
A finales del siglo X, Samuel, zar de Bulgaria, tomó la ciudad en su expansión del imperio búlgaro amparándose en el derecho que tenía sobre ella tras su boda con Ágata, hija de Juan Criselio, magnate del thema de Dirraquio. Basilio II mandó a Eustacio Dafnomeles, uno de los generales más sobresalientes en los conflictos contra los búlgaros, quien la retomó sin contratiempos entre 1005 y 1006.
En 1040, Pedro Deljan encabezó varias revueltas búlgaras contra los bizantinos en Tesalonica. Aunque gran parte de ella permaneció en manos bizantinas, Macedonia, Dirraquio y zonas del norte de Grecia acogieron a Pedro II cuando marchó contra el emperador Miguel IV en la región. Tras la derrota búlgara en la batalla de Ostrovo, Dirraquio se autogobernó durante un tiempo hasta la restitución de la autoridad bizantina en 1043.
Entre 1081 y 1082 fue tomada por los normandos, para ser recuperada tres años más tarde.

### Baja Edad Media
Durante la Baja Edad Media, la ciudad de Durrës era la ciudad más importante de Albania, siendo la más grande de sus ciudades con sus cerca de 25 000 habitantes hacia 1350, lo que suponía una gran parte de los 100 000 habitantes que se calcula tenía el Reino de Albania en aquellos momentos. Además, la ciudad era multicultural, teniendo habitantes albanos, angevinos, venecianos y griegos.
En 1185 fue conquistada por el rey Guillermo II de Sicilia, cuyo imperio fue repartido en 1205, yendo a parar la ciudad de Durrës a la República de Venecia y, poco después, a los soberanos de Epiro.
En 1268 pasó a manos de Carlos I de Sicilia, y de 1272 a 1368 fue la capital de un teórico Reino de Albania, del que Carlos I se proclamaría rey, aunque nunca tendría control real del territorio albanés, salvo algunos reductos venecianos: el Ducado de Durazzo, la isla de Corfú junto con zonas de la costa frente a ella y las islas de Léucade.
En 1273 fue parcialmente destruida por un terremoto. Desde 1294 hasta 1388 fue la capital del Ducado de Durazzo.
En 1368, Carlos Topia se adueñó de la ciudad, quitándoselo a los angevinos. En 1376, Luis de Navarra, marido de Juana de Durazzo, recaptura la ciudad al mando de 2000 soldados haciendo vales su título de duque. Muere poco después y la ciudad es dirigida por las élites angevinas que la habitaban. En 1383 Carlos Topia la recaptura. En 1385 la ciudad es tomada por Balša II Balšić, pero es retomada por Topia el mismo año. Jorge Topia sucede a su padre tras la muerte de este en 1388.
En 1392 fue ocupada de nuevo por Venecia, que la conservaría hasta 1501.

### Edad Moderna

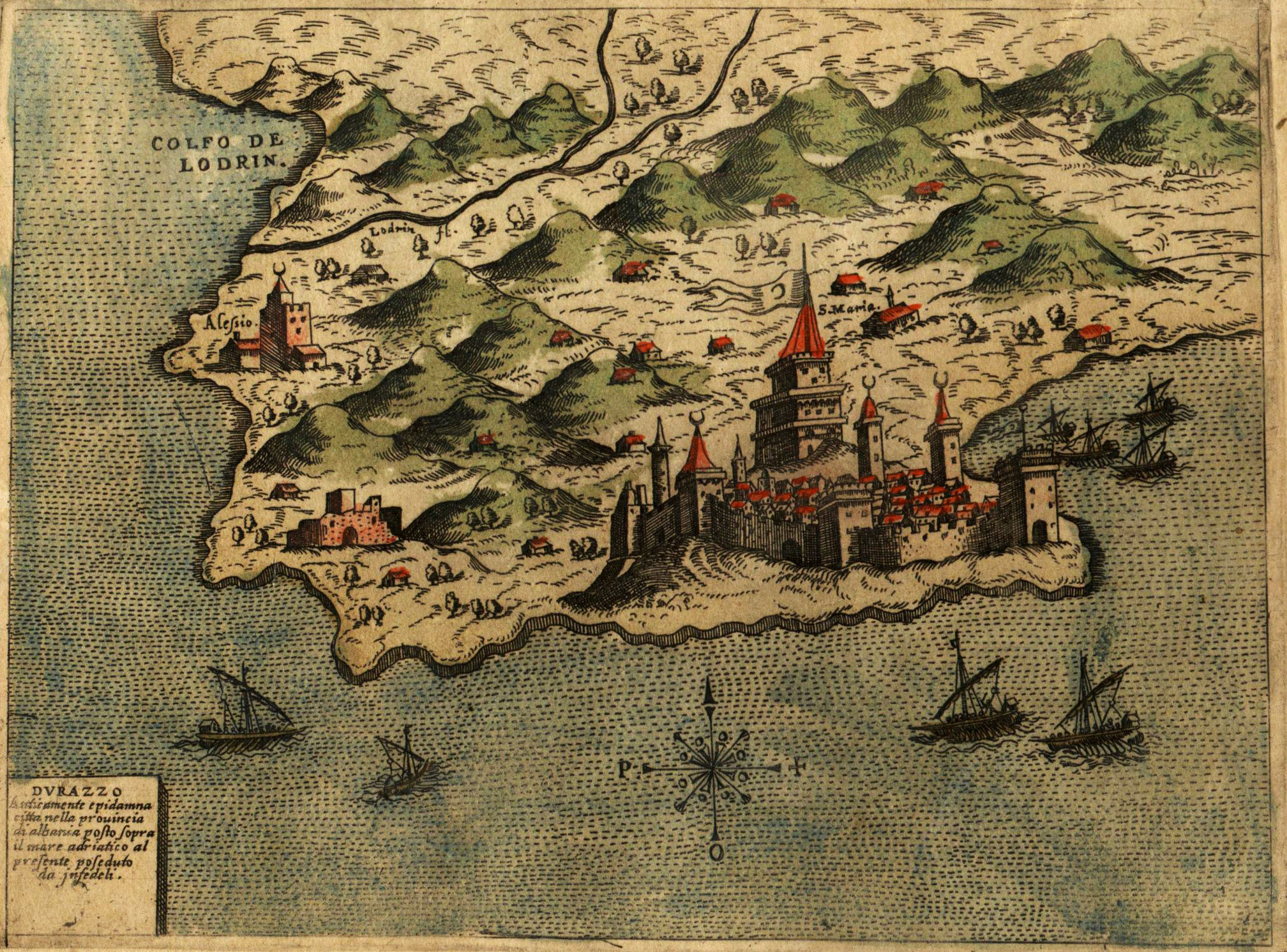
Durrës (en el mapa Durazzo) en el

En 1466 fue cercada sin éxito por el sultán otomano Mehmed II, pero cayó finalmente en manos del Imperio otomano en 1501. Bajo el dominio turco se llamaba Diraç, y parte de la población se convirtió al islam. La ciudad tuvo un papel muy secundario dentro de este periodo y se fue despoblando hasta tocar suelo con 1000 habitantes.

### Edad Contemporánea
La ciudad se reactivó durante el movimiento de liberación de Albania, en los años 1878-1881 y 1911-1912. El 26 de noviembre de 1912, Ismail Qemali izó la bandera albanesa en la ciudad. Aquí acabó el dominio otomano, pero enseguida la ciudad fue conquistada por Serbia. Durante la Primera Guerra Mundial, la ciudad cayó en manos de los italianos y del Imperio austrohúngaro, siendo capturada por los países Aliados en 1918. Durrës fue temporalmente capital de Albania entre 1918 y 1920, durante el reinado de Zog I de Albania.
En 1926 un terremoto azotó la ciudad y afectó al auge económico que vivía en aquella época. Durante la reconstrucción de la misma se llevaron a cabo las obras de construcción de la Villa Real de Durrës, una residencia de verano del rey Zog I que hoy en día se puede ver en la ciudad.
Durante la Segunda Guerra Mundial, Italia volvió a conquistar la ciudad tras los desembarcos del 7 de abril de 1939 en el puerto de la ciudad. Fue utilizado como lugar estratégico, siendo el puerto de apoyo italiano durante la invasión de Grecia. En 1944, los bombardeos aliados previos a la liberación de la ciudad la dañaron enormemente, a lo que se suma la estrategia de tierra quemada alemana que significó la voladura de las instalaciones portuarias de la ciudad en su retirada. Tras el fin de la guerra, el régimen comunista de Enver Hoxha reconstruyó la ciudad y la convirtió en un foco de la industria pesada. La línea de ferrocarril de 38 km que une Durrës con Tirana, comenzada en 1947, fue la primera de Albania

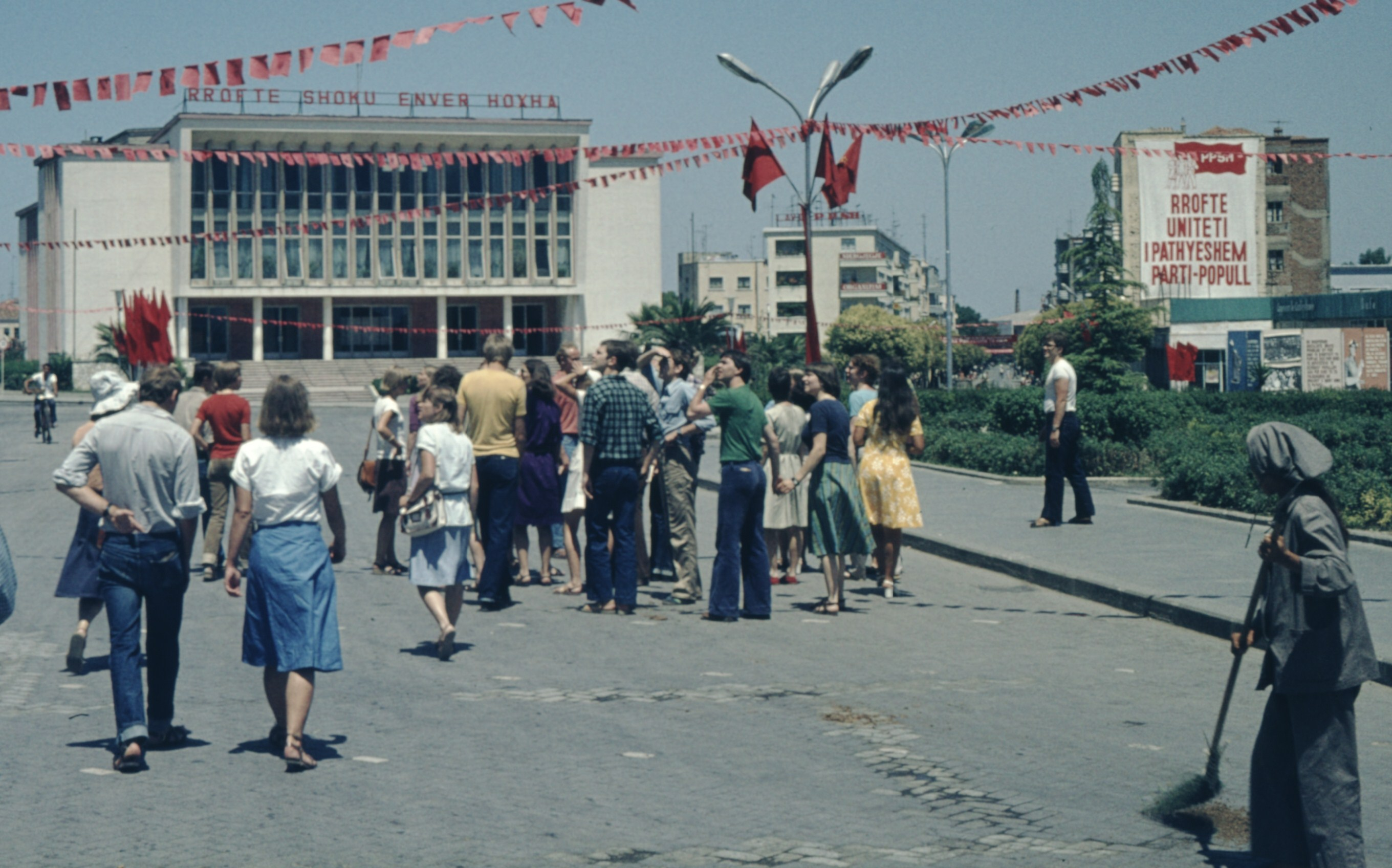
Durrës a finales de la década de 1970

En 1980 la ciudad se llamó Durrës-Enver Hoxha. A comienzos de la década de 1990, tras la caída de la URSS y el colapso de los regímenes comunistas de los aliados y ex-aliados del Bloque del Este, Albania dejó de ser una república socialista y comenzó la emigración masiva a Italia. Desde el puerto de Durrës salieron cerca de 20 000 personas en el mes de agosto de 1991. La Comunidad Europea lanzó la Operación Pelícano, un programa de ayuda humanitaria para Albania que utilizó Durrës como zona de desembarco.
En 1997, durante el levantamiento de la Lotería (un periodo anárquico tras la explosión de una estafa piramidal que afectó a todo el país), Durrës fue utilizada como base para las fuerzas de pacificación italianas que lideraban la Operación Alba, algo que no gustó a la población local.
Desde la década de 2000 y sobre todo a partir del comienzo de la década de 2010, la ciudad de Durrës se ha convertido en uno de los principales destinos turísticos del país.

## Economía

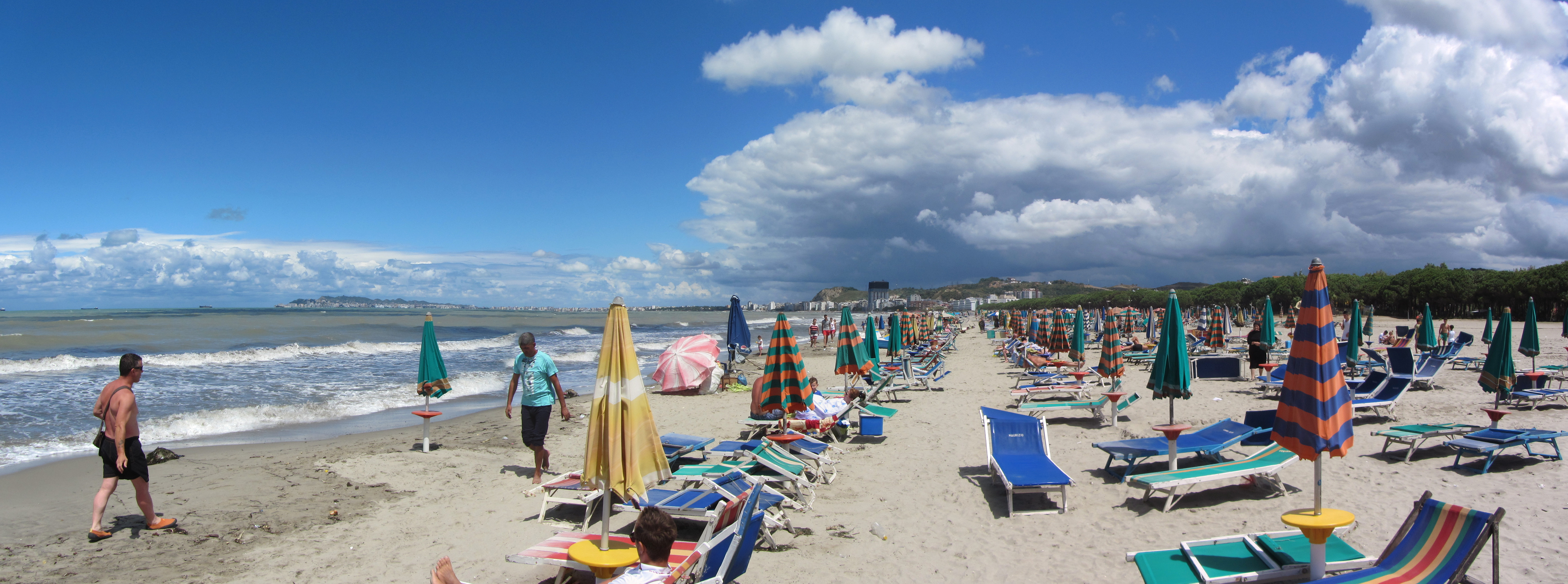
Playa de Durrës

Durrës es aún un importante punto de unión entre Albania y la Europa Occidental, gracias a su proximidad con las ciudades italianas de Bari y Brindisi. Posee astilleros, industrias manufactureras de cuero, plástico y tabaco. La ciudad es sede de Hekurudha Shqiptare, la empresa nacional de ferrocarriles que posee y opera toda la red nacional.
El turismo, atraído por sus playas, es también importante, y se estima que la ciudad recibe anualmente 600 000 visitantes. El distrito del cual es capital produce también vino y alimentos.

## Clima
| Parámetros climáticos promedio de Durrës                  | Parámetros climáticos promedio de Durrës | Parámetros climáticos promedio de Durrës | Parámetros climáticos promedio de Durrës | Parámetros climáticos promedio de Durrës | Parámetros climáticos promedio de Durrës | Parámetros climáticos promedio de Durrës | Parámetros climáticos promedio de Durrës | Parámetros climáticos promedio de Durrës | Parámetros climáticos promedio de Durrës | Parámetros climáticos promedio de Durrës | Parámetros climáticos promedio de Durrës | Parámetros climáticos promedio de Durrës | Parámetros climáticos promedio de Durrës |
| Mes                                                       | Ene.                                     | Feb.                                     | Mar.                                     | Abr.                                     | May.                                     | Jun.                                     | Jul.                                     | Ago.                                     | Sep.                                     | Oct.                                     | Nov.                                     | Dic.                                     | Anual                                    |
| --------------------------------------------------------- | ---------------------------------------- | ---------------------------------------- | ---------------------------------------- | ---------------------------------------- | ---------------------------------------- | ---------------------------------------- | ---------------------------------------- | ---------------------------------------- | ---------------------------------------- | ---------------------------------------- | ---------------------------------------- | ---------------------------------------- | ---------------------------------------- |
| Temp. máx. media (°C)                                     | 11                                       | 12                                       | 15                                       | 18                                       | 23                                       | 28                                       | 30                                       | 30                                       | 26                                       | 22                                       | 17                                       | 12                                       | 20.3                                     |
| Temp. mín. media (°C)                                     | 4                                        | 5                                        | 8                                        | 11                                       | 15                                       | 19                                       | 21                                       | 21                                       | 17                                       | 14                                       | 10                                       | 6                                        | 12.6                                     |
| Precipitación total (mm)                                  | 91                                       | 103                                      | 99                                       | 83                                       | 63                                       | 50                                       | 31                                       | 43                                       | 118                                      | 80                                       | 146                                      | 140                                      | 1047                                     |
| Fuente: My Weather 2: Durrës, Albania 16 de marzo de 2018 |                                          |                                          |                                          |                                          |                                          |                                          |                                          |                                          |                                          |                                          |                                          |                                          |                                          |

## Sanidad
En Durrës se encuentra el Spitali Rajonal Durrës (Hospital Regional de Durrës), uno de los hospitales públicos más grandes de Albania.

## Transporte
Durrës es una de las ciudades más importantes de Albania en cuanto a comercio exterior y turismo se refiere. La ciudad no cuenta con aeropuerto, pero sí cuenta con un puerto, varias líneas ferroviarias y una buena conexión mediante carreteras.

### Puerto

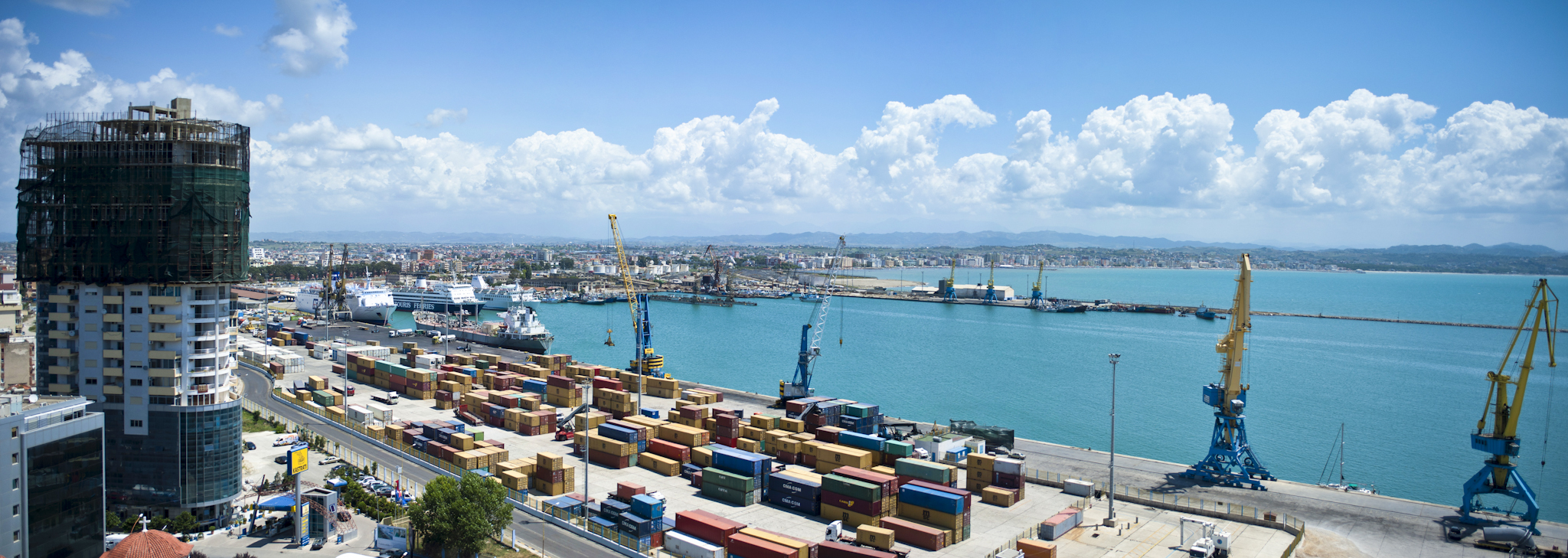
Puerto de Durrës

El puerto de Durrës es el más grande de Albania, se encuentra al norte de la Bahía de Durrës. Anualmente opera más de 200 000 toneladas de mercancías. En 2018 superó las 300 000, habiendo operado 301 549 durante 2017, suponiendo un incremento del 38,4 % respecto al año anterior, que habían operado 217 899 toneladas de mercancía.

### Ferrocarril
El ferrocarril en Albania comenzó en la década de 1940, siendo la primera línea la de Durrës-Peqin, seguida a los dos años por la de Durrës-Tirana.
Actualmente la red ferroviaria se encuentra en plena modernización y algunos tramos han sido modificados temporalmente. Las líneas principales que tiene la estación de Durrës son las siguientes:
- Ferrocarril Durrës-Tirana (temporalmente redirigida a Kashar)
- Ferrocarril Durrës-Peqin (algunos tramos modificados)
- Ferrocarril Durrës-Vlorë

### Carreteras
Durrës es la segunda ciudad de Albania con mejores conexiones de carreteras, tan solo detrás de la capital, Tirana.
En la ciudad comienzan o atraviesan varias carreteras, algunas de ellas forman parte a su vez de corredores más grandes de la red de carreteras de Europa.
- (tramos conjuntos con la )
- (parte del Corredor Paneuropeo VIII)
- (parte del Corredor Paneuropeo VIII)

Parciales
- (Desvío hacia Durrës desde el norte)
- (Desvío a través de la  como parte de la )

## Ciudades hermanadas
- Bari (Italia)
- Estambul (Turquía)
- Pristina (Kosovo o Serbia)[nota 1]